# 荣海
荣海（1957年9月25日—），汉族，中华人民共和国政治人物、第十一届全国政协委员。
加入中国共产党，担任全国工商联常委、陕西省总商会副会长、西安海星实业公司总裁。2008年，当选第十一届全国政协委员，代表经济界，分入第三十五组。